# گور (دهانه)
گور یک دهانه برخوردی در ماه‌ است.